# NGC 5408
NGC 5408 هي مجرة غير منتظمة تقع في كوكبة قنطورس (كوكبة). اكتشفها جون هيرشل في 5 يونيو 1834.

## معلومات المجموعة
تقع NGC 5408 بالقرب من مجموعة M83 الفرعية لمجموعة قنطورس (كوكبة) A / M83، وهي مجموعة قريبة نسبيا من المجرات. ومع ذلك لا يمكن الجزم بأن NGC 5408 هي جزء من المجموعة.

## مجموعة صور

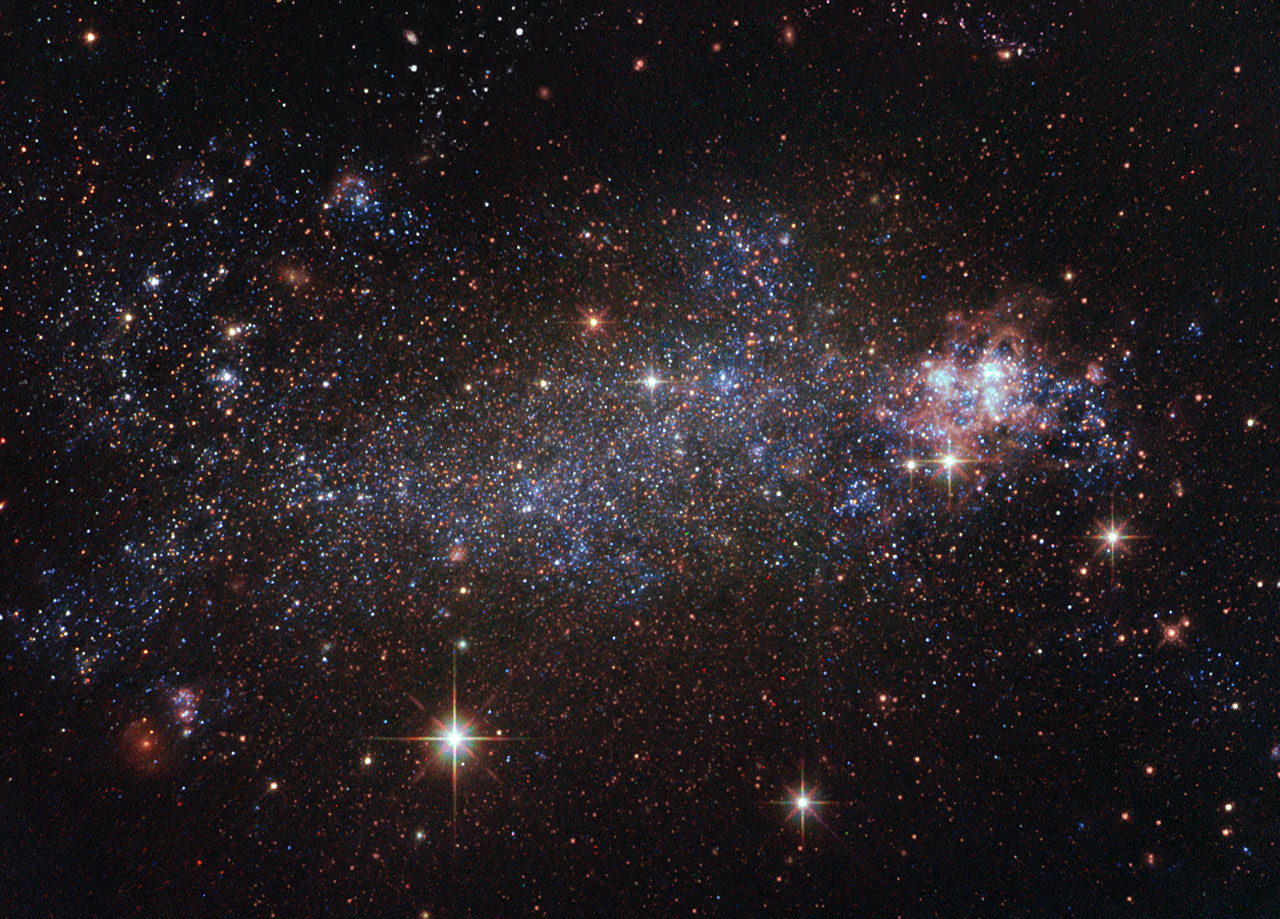
NGC 5408
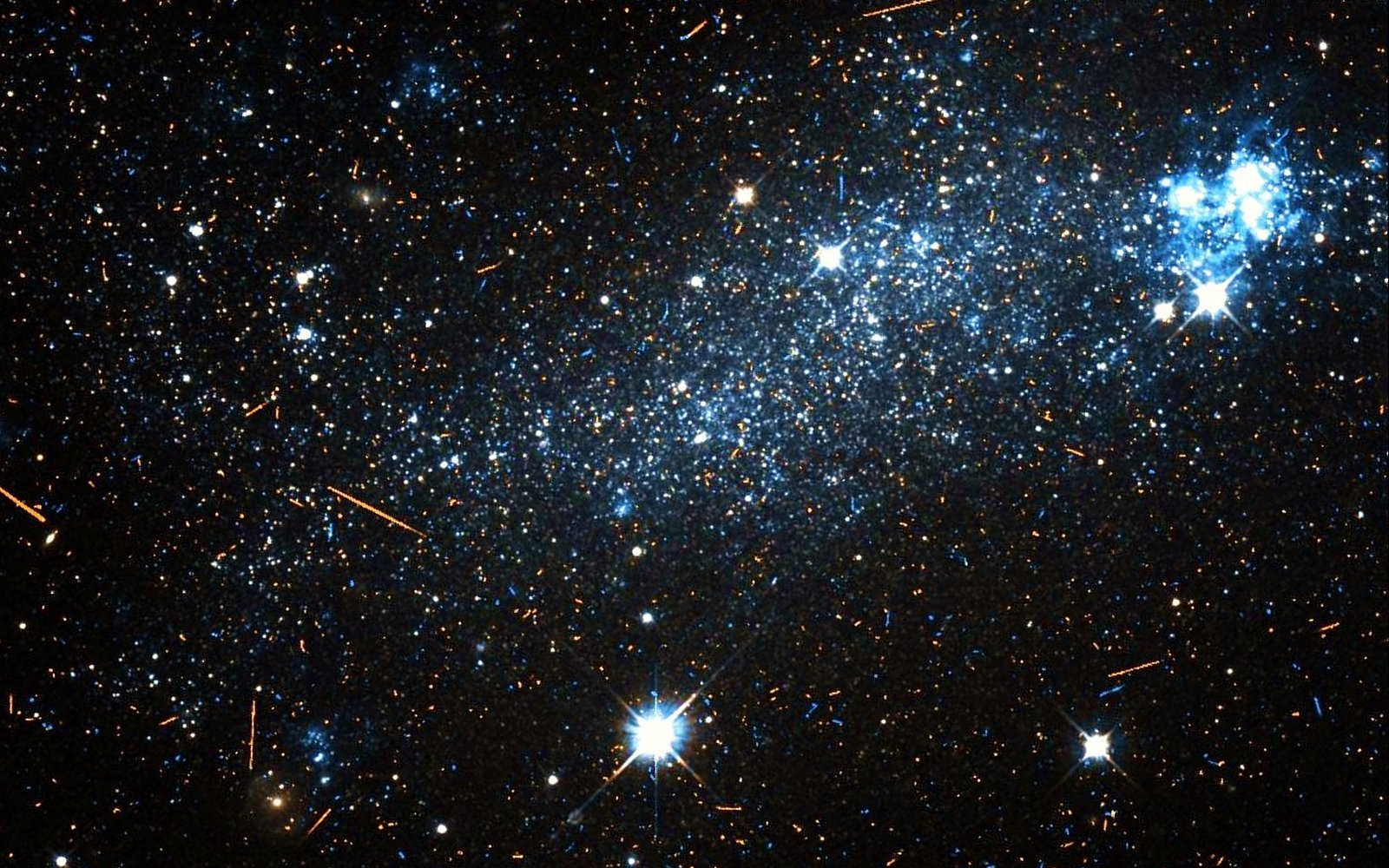
NGC 5408

## وصلات خارجية
- NGC 5408 على موقع ويكي سكاي: DSS2, SDSS, GALEX, IRAS, Hydrogen α, X-Ray, Astrophoto, Sky Map, Articles and images